# West Lancashire Football League
De West Lancashire Football League is een Engelse regionale voetbalcompetitie. De league bestaat uit drie divisies (Premier, One en Two) en de Premier Division bevindt zich op het 11de niveau in de Engelse voetbalpiramide. 
De kampioen kan een aanvraag indienen om te promoveren naar de North West Counties Football League. Clubs worden gerekruteerd uit de Lancashire Amateur League. De league werd in 1904 opgericht al was het eerste seizoen wel pas 1905/06. Eerst heette de competitie Preston & District League en kwamen alle clubs uit de directe omgeving van Preston. In 1908 werd de huidige naam aangenomen en is nu voor Lancashire en delen van Cumbria, Greater Manchester en Merseyside.

## West Lancashire League Champions (sinds 1959)
| 1959-60 | Fleetwood Reserves      |                           |                       |
| 1960-61 | Blackpool Mechanics     |                           |                       |
| 1961-62 | Blackpool Mechanics     |                           |                       |
| 1962-63 | Vickers Sports          |                           |                       |
| 1963-64 | Lancashire Constabulary |                           |                       |
| Seizoen | Division One            | Division Two              |                       |
| 1964-65 | Lancashire Constabulary | Heyhouses                 |                       |
| 1965-66 | Vickers Sports          | Layton Institute Reserves |                       |
| 1966-67 | Layton Institute        | Lytham St Annes YMCA      |                       |
| 1967-68 | Penwortham Hill Rovers  | Norcross & Warbreck       |                       |
| 1968-69 | Great Harwood Reserves  | Longridge United          |                       |
| 1969-70 | Wren Rovers             | Wigan Technical College   |                       |
| 1970-71 | Wren Rovers             | Colne Dynamoes            |                       |
| 1971-72 | Colne Dynamoes          | Padiham                   |                       |
| 1972-73 | Colne Dynamoes          | Trimpell                  |                       |
| 1973-74 | Colne Dynamoes          | Colne British Legion      |                       |
| 1974-75 | Colne Dynamoes          | Corinthians               |                       |
| 1975-76 | Springfields            | Dalton United             |                       |
| 1976-77 | Blackpool Rangers       | Padiham                   |                       |
| 1977-78 | Springfields            | Great Harwood Wellington  |                       |
| 1978-79 | Blackpool Rangers       | Penwortham Hill Rovers    |                       |
| 1979-80 | Freckleton              | Squires Gate              |                       |
| 1980-81 | Freckleton              | Haslingden                |                       |
| 1981-82 | Freckleton              | Barnoldswick Park Rovers  |                       |
| 1982-83 | Blackpool Rangers       | ICI Thornton              |                       |
| 1983-84 | Dalton United           | Colne Dynamoes Reserves   |                       |
| 1984-85 | Dalton United           | Anchor Cables             |                       |
| 1985-86 | BAC Preston             | Kirkham Town              |                       |
| 1986-87 | Holker Old Boys         | Royal Ordnance            |                       |
| 1987-88 | BAC Preston             | Turton                    |                       |
| 1988-89 | BAC Preston             | Wyre Villa                |                       |
| 1989-90 | Colne Dynamoes Reserves | Burnley Bank Hall         |                       |
| 1990-91 | BAC Preston             | Eagley                    |                       |
| 1991-92 | Burnley Bank Hall       | ICI Thornton              |                       |
| 1992-93 | Vickers Sports Club     | Leyland DAF               |                       |
| 1993-94 | Burnley United          | Lancashire Constabulary   |                       |
| 1994-95 | Fulwood Amateurs        | Wyre Villa                |                       |
| 1995-96 | Springfields            | Lansil                    |                       |
| 1996-97 | Wyre Villa              | Fleetwood Hesketh         |                       |
| 1997-98 | Charnock Richard        | Vickers Sports Club       |                       |
| Seizoen | Premier Division        | Division One              | Division Two          |
| 1998-99 | Fulwood Amateurs        | Barnoldswick United       | Blackpool Wren Rovers |
| 1999-00 | Kirkham & Wesham        | Padiham                   | Burnley Belvedere     |
| 2000-01 | Kirkham & Wesham        | Blackpool Wren Rovers     | Crooklands Casuals    |
| 2001-02 | Kirkham & Wesham        | Milnthorpe Corinthians    | Coppull United        |
| 2002-03 | Charnock Richard        | Coppull United            | Lytham St Annes       |
| 2003-04 | Kirkham & Wesham        | Hesketh Bank              | Crosshills            |
| 2004-05 | Kirkham & Wesham        | Lytham St Annes           | Haslingden St Mary's  |
| 2005-06 | Kirkham & Wesham        | Haslingden St Mary's      | Trimpell              |